# HD 98892
HD 98892，又名CD-43 7006，SAO 222751、HR 4393，是一颗恒星，视星等为6.12，位于銀經286.7，銀緯15.4，其B1900.0坐标为赤經11h 17m 38.9s，赤緯-44° 15.4′ 48″。